# محاريم
محاريم قرية سورية تتبع ناحية سراقب في منطقة مركز إدلب في محافظة إدلب. بلغ عدد سكانها 922 نسمة في عام 2004 حسب إحصاء المكتب المركزي للإحصاء.